# Cisaucula peruviana
Cisaucula peruviana är en fjärilsart som beskrevs av Druce 1910. Cisaucula peruviana ingår i släktet Cisaucula och familjen nattflyn. Inga underarter finns listade i Catalogue of Life.